# Zombie Panic! Source
Zombie Panic! Source es una modificación del videojuego Half-Life 2. Zombie Panic (como se le llama abreviadamente) es un videojuego de acción cooperativa en primera persona, solo en línea, desarrollado por Valve Corporation y distribuido por Youtube.

## Introducción
Zombie Panic! Source es un videojuego de acción, más específicamente, en el género de terror, los zombis. El objetivo del juego es unir a los jugadores para que realicen trabajo en equipo, y así logren ganar la ronda.
Se puede adquirir gratuitamente al tener algún otro juego de motor source (como Team Fortress 2 o Counter Strike: Source)

## Objetivos
La idea y consejo clave, son la cooperación entre los jugadores de ambos equipos, los supervivientes y los zombis.
Los supervivientes deben sobrevivir cumpliendo ciertos requisitos (depende del mapa) y los zombis infectar a todos los jugadores, o a todos los que puedan.

## Jugabilidad
El juego tiene bastantes teclas asignadas a alguna acción, al principio se hace lioso y complicado, incluso difícil, pero cuando logras recordar, y prácticas, se te hará una maravilla, ya que tiene muchas utilidades y acciones, que te pueden ayudar, sobre todo en el caso de los humanos, en el caso de los zombis solo tienes que atacar, usar el "feed o meter" y saltar, para saltar os recomiendo agacharos antes,y en el salto, así saltareis 3 veces más, en muchos juegos de valve funciona ese truco, pero refiriéndonos a Zombie Panic, si no sabes saltar, más te vale saber disparar.

## Gráficos
La última versión del juego es de 2011, tiene gráficos muy similares al Half-Life,ya que es una modificaccion de él,y gráficos muy similares a los de counter strike source, pero lo importante de estos juegos no son los gráficos, aunque siempre se juzgan.
Siendo zombi, tienes una especie de "visión nocturna" para detectar humanos fácilmente y ver mejor en oscuridad, pero en algunos mapas con mucha iluminación, solo ves una luz intensa,y puede ser muy molesto, incluso en algunas personas resulta dañino para la vista.Cabe citar que con las últimas actualizaciones ocurridas durante el año 2011 se han mejorado algunos gráficos y se han eliminado "bugs" o sea errores de pantallas importantes como harvest o screamers de doge.

## Supervivientes y zombis
Existen 2 equipos, los supervivientes, que son humanos supervivientes del caos,y los zombis, que son los encargados de infectar.
- Humanos: Son los humanos supervivientes de la infección, normalmente al comenzamiento de cada ronda son muchos más que el otro equipo. Hay diferentes tipos de personajes, pero todos tienen la misma velocidad, resistencia, habilidad con armas, aunque tengan diferente aspecto

El objetivo de los humanos es sobrevivir a toda costa, eso implica permanecer unidos y ser generosos los unos con los otros, ya sea cubriéndose mutuamente,o compartiendo armas y munición, ya que muchas veces, escasea.
Los humanos comienzan cada ronda con una pistola(y munición para ella) y una arma cuerpo a cuerpo, útil para llevar contigo en caso de emergencia, pero, cuanta más munición y armas lleves, más pesaras, y esto implica ser más lento, y tener muy poca resistencia en carrera, lo mejor que puede hacer un humano en caso de emergencia es usar la habilidad de "panic", con lo que recuperará resistencia y correrá más, pero solo llevará consigo lo que tenga en las manos.
- Zombis: Son los infectados del juego,y su objetivo es infectar a los jugadores(esto se consigue matándolos)normalmente al principio de la ronda hay 1 o 2 zombis, y el carrier.

El carrier, es el zombi más fuerte y más resistente, con 250 hp, el carrier de la partida, es el que esta mejor capacitado para infectar humanos, con un par de ataques puede infectar al humano,y conseguir que un tiempo se transforme en zombi, sin que el resto de sus compañeros supervivientes se percaten,(para distinguir a un humano infectado, su aura será verde, en vez de roja).
Los zombis son controlados por jugadores en línea, igual que los supervivientes, los controles son muy parecidos entre sí, solo que los zombis tienen un repertorio de acciones más reducido.

## Mapas y tipos de juego
Según el mapa se hace un tipo de juego u otro, que son los de misión o escape y los de supervivencia o barricada.
- Misión: Son tipos de juego en lo que los supervivientes deben hacer una serie de acciones (como destruir unos archivos, buscar una llave, activar un generador..) y cuando las realizan todas llegan a un "way point" en el cual llega un vehículos de rescate y son rescatados.

Algunos de los más famosos son biotec, harvest.....
- Supervivencia: En esta modalidad, los zombis tienen un número limitado de reapariciones, pierden una reaparición cuando un zombi muere,y ganan una cuando matan a un humano, el objetivo de los supervivientes consiste en matar a los zombis, no como en misión, que era más importante cumplir los objetivos, el equipo de humanos suele "acampar" en alguna zona con una sola entrada,y mutilar a los enemigos que entren.

Algunos de los mapas más importantes son Cinema, deadblock.....
- Datos: Q2670585